# Leo Bill
Leo Martin Bill, född 31 augusti 1980 i Ealing i västra London, är en brittisk (engelsk) skådespelare. 
Han är bland annat känd för sin roll som James Brocklebank i filmen The Living and the Dead från 2006, samt för att medverka i filmerna The Fall och Alice i Underlandet, och FX/BBC Ones dramaserie Taboo. 
Han är son till skådespelarna Sheila Kelley och Stephen Bill.

## Filmografi (i urval)

### Filmer
| År   | Titel                           | Roll                      | Noter |
| ---- | ------------------------------- | ------------------------- | ----- |
| 2001 | Gosford Park                    | Jim                       |       |
| 2002 | All or Nothing                  | Ung man                   |       |
| 2002 | Two Men Went to War             | Menige Leslie Cuthbertson |       |
| 2002 | 28 dagar senare                 | Menige Jones              |       |
| 2003 | LD 50 Lethal Dose               | Danny                     |       |
| 2004 | Vera Drake                      | Ronny                     |       |
| 2005 | Kinky Boots                     | Harry Sampson             |       |
| 2006 | The Living and the Dead         | James Brocklebank         |       |
| 2006 | The Fall                        | Orderly/Charles Darwin    |       |
| 2007 | En ung Jane Austen              | John Warren               |       |
| 2008 | Me and Orson Welles             | Norman Lloyd              |       |
| 2010 | Alice i Underlandet             | Hamish                    |       |
| 2011 | The Girl with the Dragon Tattoo | Trinity                   |       |
| 2014 | A Long Way Down                 | Dr. Stephens              |       |
| 2014 | Mr. Turner                      | JE Mayall                 |       |
| 2016 | Alice i Spegellandet            | Hamish                    |       |
| 2018 | Peterloo                        | John Tyas                 |       |
| 2018 | In Fabric                       | Reg Speaks                |       |
| 2021 | Cruella                         | Rektor                    |       |

### TV-serier
| År         | Titel                | Roll               | Noter                             |
| ---------- | -------------------- | ------------------ | --------------------------------- |
| 2003       | Morden i Midsomer    | Darren             | Avsnittet "A Tale of Two Hamlets" |
| 2003       | Spooks               | Korpral Eric Woods | Avsnittet "Strike Force"          |
| 2003       | Canterbury Tales     | Terry              | Miniserie                         |
| 2004       | Messiah: The Promise | Gerry White        | Miniserie                         |
| 2005       | Tyst vittne          | Richard            | Avsnittet "The Meaning of Death"  |
| 2007       | Jekyll               | Dave               | Miniserie                         |
| 2007       | Lead Balloon         | Garry              | Avsnittet "Idiot"                 |
| 2008       | Förnuft och känsla   | Robert Ferrars     | Miniserie                         |
| 2008       | Ashes to Ashes       | Ryan Burns         | 1 avsnitt                         |
| 2010       | Doctor Who           | Pilot              | Avsnittet "A Christmas Carol"     |
| 2013       | The Borgias          | Kardinal Costanzo  | 3 avsnitt                         |
| 2013       | The White Queen      | Reginald Bray      | Miniserie                         |
| 2017       | Taboo                | Wilton             | Fast roll                         |
| 2017       | Strike               | John Bristow       | Avsnittet "The Cuckoo's Calling"  |
| 2018       | The Long Song        | John Howarth       | Miniserie                         |
| 2022       | Becoming Elizabeth   | Henry Grey         |                                   |
| 2023–nutid | Funny Woman          | Tony Holmes        | Fast roll                         |

## Priser och nomineringar
| År   | Pris           | Kategori           | Resultat | Film                    |
| ---- | -------------- | ------------------ | -------- | ----------------------- |
| 2006 | Fantastic Fest | Bästa skådespelare | Vann     | The Living and the Dead |